# Copsi
Copsi (altenglisch Cōpsige; † 1067) war ein angelsächsischer Hochadliger aus Northumbria und 1067 Earl of Northumbria.
Copsi war ein Unterstützer Tostig Godwinsons und ging zusammen mit ihm im Jahr 1065 ins Exil auf die Orkney-Inseln, welche damals zum Königreich Norwegen gehörten. Im Jahr darauf kehrte er zurück und schloss sich Tostig in Sandwich in der Grafschaft Kent mit 17 Schiffen an. Er überlebte Tostigs Niederlage in der Schlacht von Stamford Bridge.
Nachdem Wilhelm der Eroberer in der Schlacht bei Hastings siegte, begab sich Copsi im März 1067 nach Barking, einem Vorort von London, wo Wilhelm der Eroberer so lange residierte, bis der Tower of London errichtet worden war. Dort huldigte Copsi Wilhelm, als Gegenleistung erhielt er den Titel Earl of Northumbria und wurde zurück nach York gesandt. Fünf Wochen später wurde Copsi von Osulf II., Sohn von Eadwulf III. († 1041), dem Earl of Bamburgh, ermordet. Osulf herrschte darauf als Earl of Northumbria noch bis zum Herbst.